# Léon Hiard
Pour les articles homonymes, voir Hiard.
Léon Bauduin Pierre Joseph Hiard, né le 8 juillet 1857 à Haine-Saint-Pierre et décédé le 6 janvier 1921 à Schaerbeek fut un homme politique libéral belge.
Léon Hiard fut industriel, administrateur-délégué de la Compagnie Centrale de Construction; il fut conseiller communal, échevin de Haine-Saint-Pierre, sénateur provincial libéral de la Province du Hainaut.

## Léon Hiard et la Compagnie Centrale de Construction
La Compagnie Centrale de Construction, née en 1871 et aujourd'hui disparue, était spécialisée dans les constructions métalliques. Elle fut fondée le 1er juillet 1871 par Pierre-Joseph Hiard. Ce dernier mit au point la fabrication de pièces en fontes destinées aux chemins de fer et se spécialise dans la production de trains de roues de wagons. En 1877, la compagnie a pour activité « l'exécution de tous travaux ainsi que de tout matériel en fer et en bois pour chemin de fer, canaux, rivières ou routes ordinaires, conduites d'eau ou de gaz, sauf toutefois les locomotives et bateaux à vapeur ».
En 1881, à la mort de Pierre-Joseph, son fils, Léon Hiard prend la succession de son père à la tête de la Compagnie Centrale de Construction. L'entreprise fonctionne très bien et les résultats financiers sont excellents. Léon Hiard se tourne vers l'exportation et donne à l'entreprise de nouvelles opportunités.

### La dimension internationale de la Compagnie centrale de construction
À la fin du XIXe siècle, la Compagnie Centrale de Construction s'attaque aux marchés internationaux et exporte toutes sortes de matériel : du matériel roulant, des appareils de voies, des ponts, des charpentes métalliques, des viaducs, etc...Parmi les réalisations imputées à la CCC on compte notamment la charpente de l'Académie des Beaux-Arts de Santiago de Chili ainsi que le pont sur le fleuve Lo-Ho à Kaïphong.

## Sources
- Liberaal Archief
- http://www.belgianclub.com.br/  Patrimoine belge au Brésil